# Ramose (chaty de Amenofis III)
| N5 · Z1 | F31 |

| N5 · Z1 | F31 |

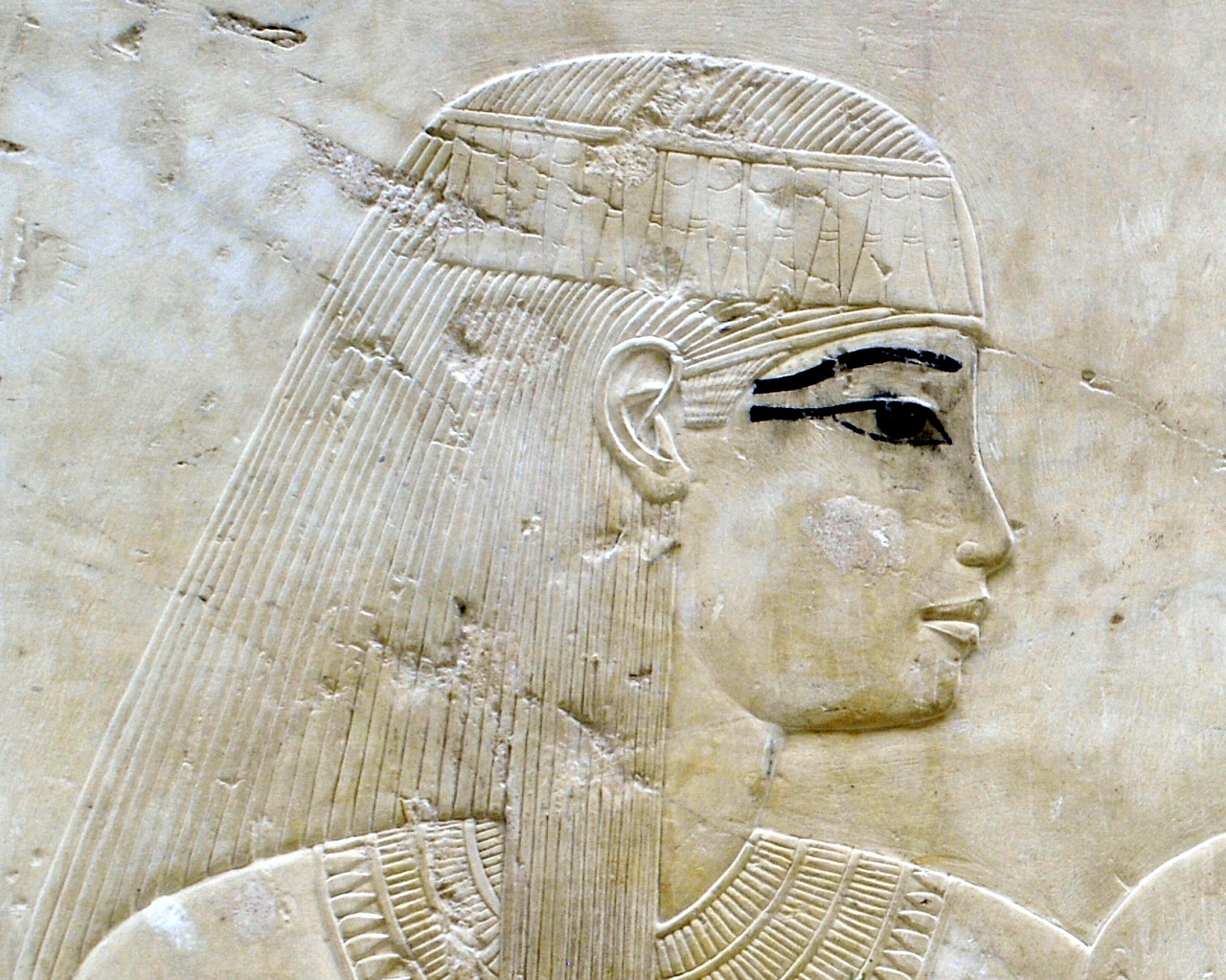
Ipuia, madre de Ramose.

Ramose (Nacido de Ra) fue un chaty del Alto Egipto que sirvió bajo Amenhotep III y Ajenatón. Miembro de una influyente familia, se conocen por inscripciones en su tumba los nombres de algunos familiares:
- su padre: Neby, gobernador de Memphis,
- su madre: Ipuia,
- su hermano Amenhotep (Huy): uno de los más influyentes escribas, ya que era el tesorero real,
- su esposa: Merytptah.[1]

## Carrera política
Al ser su hermano el hombre de confianza de Amenhotep III, éste le nombró Jefe de los divinos profetas del Alto y Bajo Egipto, cargo que antes ocupaba el Sumo sacerdote de Amón, como parte de su política de quitar el poder al clero de Amón. A pesar de ello, y de seguir en el cargo durante el reinado de Ajenatón, Ramose no fue objeto de damnatio memoriae tras la caída del atonismo, quizá porque abandonó Amarna a tiempo. De hecho, es uno de los pocos funcionarios de alto rango del que se conoce su tumba.

## Testimonios de su época

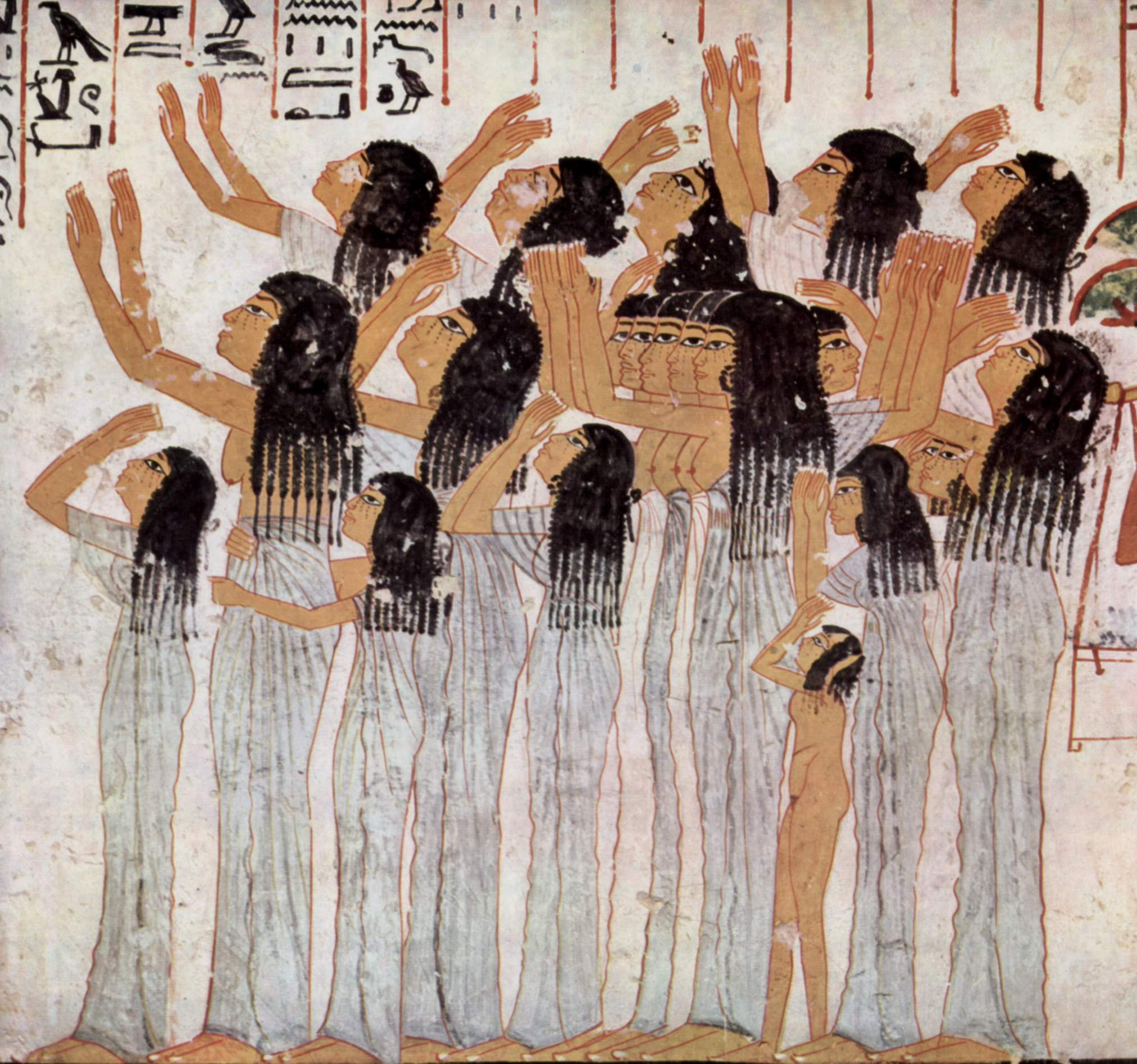
Pintura mural en la tumba de Ramose.

- Ramose es conocido por varios monumentos, entre ellos por su tumba en Sheikh Abd el-Qurna, la TT55, cuya capilla está decorada con relieves y pinturas en los que representa a los dos faraones a quienes sirvió. La tumba muestra en una zona pinturas según el canon clásico, y en otra con el estilo artístico utilizado en Amarna; esto, unido a su excelente estado de conservación, hace de la tumba uno de los lugares donde mejor se puede estudiar la evolución del arte en esa época.
- Ramose recibe el título de Mayordomo de la residencia de Atón en el templo de Atón en Heliópolis.
- Hay una estatua suya en el Übersee-Museum de Bremen. Es de diorita y tiene su nombre en la base.